# WWE Hell in a Cell
 Der er for få eller ingen kildehenvisninger i denne artikel, hvilket er et problem. Du kan hjælpe ved at angive troværdige kilder til de påstande, som fremføres i artiklen.

Hell in a Cell er et pay-per-view-show inden for wrestling produceret af World Wrestling Entertainment (WWE). Det er ét af organisationens månedlige shows og blev afholdt første gang i oktober 2009. Dermed overtog det rollen fra WWE's No Mercy som oktober måneds pay-per-view-show, idet No Mercy havde været afholdt hvert år i oktober i perioden fra 1999 til 2008.
Den første udgave af WWE's Hell in a Cell fandt sted d. 4. oktober 2009 fra Newark, New Jersey, hvor wrestlere fra WWE's tre brands RAW, SmackDown og ECW wrestlede i otte kampe. Navnet på dette pay-per-view-show blev fundet ved en afstemning blandt WWE-fans gennem organisationens officielle hjemmeside. Hell in a Cell blev valgt på bekostning af No Escape, Lock Up og Rage in a Cage. Idéen bag showet er, at hver af de tre main events bliver kæmpet som en hell in a cell match.

## Main events
| År   | Main Event                                                                              | Titel                              |
| ---- | --------------------------------------------------------------------------------------- | ---------------------------------- |
| 2009 | D-Generation X (Triple H og Shawn Michaels) vs. The Legacy (Ted DiBiase og Cody Rhodes) |                                    |
| 2010 | Kane vs. The Undertaker                                                                 | WWE World Heavyweight Championship |
| 2011 | John Cena vs. CM Punk vs. Alberto Del Rio                                               | WWE Championship                   |

## Resultater

### 2009
- WWE World Heavyweight Championship: The Undertaker besejrede CM Punk i en hell in a cell match
  - The Undertaker vandt dermed sin 7. VM-titel i World Wrestling Entertainment.
- WWE Intercontinental Championship: John Morrison besejrede Dolph Ziggler
- WWE Divas Championship: Mickie James besejrede Alicia Fox
- Unified WWE Tag Team Championship: Chris Jericho og Big Show besejrede Batista og Rey Mysterio
- WWE Championship: Randy Orton besejrede John Cena i en hell in a cell match
- Drew McIntyre besejrede R-Truth
- WWE United States Championship: Kofi Kingston besejrede Jack Swagger og The Miz i en triple threat match
- D-Generation X (Triple H og Shawn Michaels) besejrede The Legacy (Cody Rhodes og Ted DiBiase) i en hell in a cell match

### 2010
WWE Hell in a Cell 2010 fandt sted d. 3. oktober 2010 fra American Airlines Center in Dallas, Texas.
- WWE United States Championship: Daniel Bryan besejrede John Morrison og The Miz i en triple threat match
- WWE Championship: Randy Orton besejrede Sheamus i en hell in a cell match
- Edge besejrede Jack Swagger
- Wade Barrett besejrede John Cena
  - Med nederlaget måtte John Cena slutte sig til Nexus.
- WWE Unified Divas Championship: Natalya besejrede Michelle McCool via diskvalifikation
- WWE World Heavyweight Championship: Kane besejrede The Undertaker (med Paul Bearer) i en hell in a cell match

### 2011
WWE Hell in a Cell 2011 fandt sted d. 2. oktober 2011 fra New Orleans Arena i New Orleans, Louisiana.
- Sheamus besejrede Christian
- Sin Cara (blå og guldfarvet maske) besejrede Sin Cara (sort og sølvfarvet maske)
- WWE Tag Team Championship: Air Boom (Evan Bourne og Kofi Kingston) besejrede Jack Swagger og Dolph Ziggler (med Vickie Guerrero)
- WWE World Heavyweight Championship: Mark Henry besejrede Randy Orton i en hell in a cell match
- WWE Intercontinental Championship: Cody Rhodes besejrede John Morrison
- WWE Divas Championship: Beth Phoenix (med Natalya) besejrede Kelly Kelly (med Eve Torres)
- WWE Championship: Alberto Del Rio besejrede CM Punk og John Cena i en triple threat hell in a cell match

| Sport | Spire Denne artikel om sport er en spire som bør udbygges. Du er velkommen til at hjælpe Wikipedia ved at udvide den. |